# Bretagne-d'Armagnac
Bretagne-d'Armagnac é uma comuna francesa na região administrativa de Occitânia, no departamento de Gers. Estende-se por uma área de 12,35 km². Em 2010 a comuna tinha 422 habitantes (densidade: 34,2 hab./km²).